# 李曉生
李曉生（1888年—1970年）即李鑒鎏，祖籍广东省番禺县，生于新加坡，新加坡華僑，中华民国政治人物。

## 生平
1906年，李曉生在新加坡见孙中山，即日在晚晴园加入中國同盟會，是中國同盟會新加坡分會的創始會員。1910年赴英国。1911年，张静江、吴稚晖等人发起组织“留英俭学会”，李曉生在伦敦与吴稚晖及其子女担任俭学会的招待者。1911年11月11日，孫中山抵達英国倫敦時，李曉生正在倫敦大學學習化學。二人見面後，李曉生即自動停課，每天赴孫中山下榻的旅館協助孙中山工作。孫中山離開倫敦時，李曉生應孫中山之邀請隨其東歸。因適逢滿籍知兵之廣州將軍鳳山至穗赴任，受胡漢民、朱執信推薦，主持任務，成功將之炸斃於南關倉前街。（參酌“我與江霞公太史父女--汪希文回憶錄”第五章）1912年1月1日，孫中山在南京就任臨時大總統，委任李曉生為秘書。
1924年至1925年，李晓生任广东大学秘书长。1927年6月17日至1928年10月23日，李晓生任南京国民政府印铸局局长。后转任立法院秘书。1931年6月20日至1932年1月21日，代理立法院秘书长。
1931年2月，蒋介石软禁立法院院长胡汉民，李晓生照料胡汉民的生活起居，是唯一获准出入胡汉民宅的人。此后，追随胡汉民南下，1932年1月起担任西南政务委员会委员，为胡汉民的亲信之一，长期奉派驻上海，主持上海“新国民党”的工作。“新国民党”的活动遭到南京方面忌恨，李晓生为安全起见，在上海广东银行、上海商业储蓄银行各租了一个保管箱，用来保存文件、帐目、收据。
1935年8月17日至1936年10月13日，李晓生任南京国民政府铨叙部政务次长。
1970年，李晓生逝世。

## 延伸阅读
- 李纾，李晓生未完成自传稿先睹：辛亥年前的革命生涯，(新加坡)南大语言文化学报1998年第3卷（1）
- 李纾，辛亥年间同盟会员在伦敦活动补录，史学月刊2001年第6期

| 前任：李文範 | 立法院秘书长（代理）1931年6月20日—1932年1月21日 | 繼任：吳景鴻 |